# Сивертсен, Корт
Корт Сивертсен (норв. Kurt Sivertsen), в Италии известен как Курцио Суффридо Адельборст (итал. Curzio Suffrido Adelborst; 16 декабря 1622, Бревик — 5 ноября 1675, Копенгаген) — моряк XVII века, адмирал, норвежского происхождения, состоявший на службе нидерландского, венецианского и датского флотов. Носил почётный титул «Аделаар» (или «Аделер»), что в переводе с голландского языка обозначает орёл.

## Биография
Корт Сивертсен родился 16 декабря 1622 года в Бревике в Норвегии.
В возрасте пятнадцати от роду поступил, в звании кадета, на морскую службу в Нидерландах, под команду адмирала флота Голландской республики Корнелиуса Мартинсона Тромпа.
Несколько спустя адельборст Сивертсен перешёл на службу Венецианской республики, которая вела в то время войну с Османской империей.
В 1645 году Корт Сивертсен был произведён в чин капитана и особенно отличился в морской битве у Пароса 10 июля 1651 года, а затем в сражении с турками при Дарданеллах 13 и 14 мая 1654 года.
В 1660 году Сивертсен был возведён Венецианской республикой в звание генерал-адмирал-лейтенанта.
Слава о храбром офицере гремела по Европе и почти все христианские морские державы наперебой старались привлечь его заманчивыми предложениями под свои знамёна. Поэтому в 1661 году Корт Сивертсен оставил Венецию, и отправился сперва в Нидерланды. Во время вторичного пребывания своего в Нидерландах Корт Сивертсен за необыкновенную быстроту действий на море получил почётный титул Аделаар, под которым и был произведен затем в Дании в дворянство.
В 1663 году он покинул нидерландскую службу и как адмирал и член адмиралтейского совета, стал во главе военно-морских сил Датского королевства, которые он преобразовал по образцу Королевских военно-морских сил Нидерландов.
В 1675 году король Дании и Норвегии Христиан V поручил ему главное командование над соединёнными морскими силами Дании в войне со шведами, но 5 ноября 1675 года адмирал Сивертсен внезапно умер, раньше чем начались военные действия.